# Куп пет нација 1974.
Куп пет нација 1974. (службени назив: 1974 Five Nations Championship) је било 80. издање овог најелитнијег репрезентативног рагби такмичења Старог континента. а 45. издање Купа пет нација.
Трофеј је освојила Ирска.

## Учесници
Напомена:
Северна Ирска и Република Ирска наступају заједно.
|   | Селекција                      | Стадион                             | Селектор       |
| - | ------------------------------ | ----------------------------------- | -------------- |
| 1 | Рагби репрезентација Француске | Парк принчева, Париз (48 718)       | Жан Десло      |
| 2 | Рагби репрезентација Енглеске  | Стадион Твикенам, Лондон (82 000)   | Џон Елдерс     |
| 3 | Рагби репрезентација Шкотске   | Стадион Марифилд, Единбург (67 144) | Бил Дикинсон   |
| 4 | Рагби репрезентација Велса     | Кардиф армс парк, Кардиф (65 000)   | Клајв Ровландс |
| 5 | Рагби репрезентација Ирске     | Ленсдаун роуд, Даблин (48 000)      | Сид Милар      |

## Такмичење
Француска - Ирска 9-6
Велс - Шкотска 6-0
Ирска - Велс 9-9
Шкотска - Енглеска 16-14
Велс - Француска 16-16
Енглеска - Ирска 21-26
Ирска - Шкотска 9-6
Француска - Енглеска 12-12
Шкотска - Француска 19-6
Енглеска - Велс 16-12

## Табела
|   | Селекција | ИГ | Д | Н | И | ПД | ПП | ПР  | Б |  |
| - | --------- | -- | - | - | - | -- | -- | --- | - |  |
| 1 | Ирске     | 4  | 2 | 1 | 1 | 50 | 45 | +5  | 5 |  |
| 2 | Шкотске   | 4  | 2 | 0 | 2 | 41 | 35 | +6  | 4 |  |
| 2 | Велса     | 4  | 1 | 2 | 1 | 43 | 41 | +2  | 4 |  |
| 2 | Француске | 4  | 1 | 2 | 1 | 43 | 53 | -10 | 4 |  |
| 5 | Енглеcкe  | 4  | 1 | 1 | 2 | 63 | 66 | -3  | 3 |  |